# الأزمة الدبلوماسية السعودية الكندية 2018
في 2 أغسطس 2018، أصدرت وزير الخارجية الكندية كريستيا فريلاند بيانًا يطلب فيه من الحكومة السعودية إطلاق سراح الناشطين في حقوق الإنسان «فورًا»، ورد وزير الخارجية السعودي عادل الجبير (وزير الدولة للشؤون الخارجية حاليا) بأنه تدخل فاضح في الشؤون الداخلية للسعودية وانتهاك لسيادتها. قررت السعودية طرد السفير الكندي دينيس هوراك من أراضيها، وسحب السفير السعودي نايف بن بندر السديري من كندا، وتجميد جميع العلاقات التجارية بين البلدين، ونقل الطلاب السعوديون المبتعثون من كندا إلى بلدان آخرى، وايقاف برامج السعودية الطبية في كندا ونقل جميع المرضى السعوديين من كندا، كذلك إيقاف جميع الرحلات من وإلى كندا، وايقاف استيراد المنتجات الكندية.

## الخلفية التاريخية
في بداية شهر أغسطس لعام 2018، اعتقلت الحكومة السعودية سمر بدوي الناشطة في مجال حقوق الإنسان وشقيقة الناشط السعودي المسجون رائف بدوي، حيث اتهمتها النيابة العامة بالتواصل مع جهات خارجية، وتقديم دعم مالي لعناصر معادية للسعودية. وأصدرت وزيرة الشؤون الخارجية الكندية كريستيا فريلاند بيانا عبر تويتر في 2 أغسطس 2018، أعرب فيه عن قلق كندا إزاء اعتقال سمر بدوي. وطالبت كريستيا فريلاند عن إطلاق سراح الناشطين في المملكة العربية السعودية فورًا. كما قام دبلوماسيون كنديون آخرون وسفارة كندا في الرياض بإصدار بيانات ذات تأثير مماثل.

## ردة فعل السعودية
رداً على الانتقادات الكندية نشرت وزارة الخارجية السعودية بيانًا رسميًا أعربت فيه عن «عدم إيمانها» في التعليقات التي قدمتها فريلاند والسفارة الكندية في الرياض والتي اعتبرتها «غير قائمة على أي معلومات دقيقة أو صحيحة». وواصلت الوزارة التنديد بالبيانات باعتبارها «تدخلاً فاضحاً في الشؤون الداخلية للمملكة». علقت الحكومة السعودية كل العلاقات التجارية والاستثمارية الجديدة مع كندا وطردت سفير كندا. اعتبرت دينيس هوراك شخص غير مرغوب فيه وأعطته 24 ساعة لمغادرة البلاد. كما قالت المملكة العربية السعودية أنها ستستدعي سفيرها لدى كندا بشكل مؤقت لكن بيانًا قال أن البلاد تحتفظ «بحقها في اتخاذ مزيد من الإجراءات».
كما قامت الحكومة السعودية بتجميد جميع العلاقات التجارية الجديدة مع كندا وأصدرت تعليمات إلى الموظفين ببيع جميع الموجودات الكندية بما في ذلك الأسهم والسندات والنقد حتى لو كان ذلك يعني القيام بذلك على سبيل الخسارة. أمر الطلاب السعوديون المبتعثون من قبل الحكومة السعودية إلى كندا بالانتقال إلى بلد آخر أو المخاطرة بفقدان المساعدة المالية. ابتعثت الحكومة السعودية ما يقرب من 16000 طالب في وقت هذا المرسوم. أعلنت المملكة العربية السعودية في 8 أغسطس أنها ستوقف برامجها الطبية في كندا ونقل جميع المرضى السعوديين الذين يتلقون الرعاية في المستشفيات الكندية إلى مستشفيات في بلدان أخرى. بحلول ذلك التاريخ بدأت السعودية في بيع جميع أصولها الكندية للمستثمرين الأجانب.
أعلنت شركة الخطوط الجوية السعودية أن جميع الرحلات الجوية سيتم تعليقها من مطار الملك خالد الدولي في الرياض ومطار الملك عبد العزيز الدولي في جدة من وإلى كندا اعتبارًا من 13 أغسطس.
كجزء من العقوبات الاقتصادية نصحت المؤسسة العامة للحبوب السعودية بأنها لن تقبل القمح أو الشعير من أصل كندي. ومع ذلك أشار بيان رسمي من وزير الطاقة خالد الفالح إلى أن الأزمة الدبلوماسية لن تؤثر على بيع النفط على كندا من أرامكو السعودية.
وردًا على الاقتراحات الواردة في وسائل الإعلام حول إمكانية الوساطة الخارجية قال وزير الخارجية السعودي عادل الجبير في 8 أغسطس أن بلاده لن تشارك في المفاوضات حتى تتراجع كندا عن بيانها الأصلي الذي يدعو إلى إطلاق سراح نشطاء حقوق الإنسان.
وذكرت صحيفة تورونتو ستار أن الإجماع بين المحللين أشار إلى أن الإجراءات التي اتخذها ولي العهد محمد بن سلمان آل سعود كانت بمثابة تحذير للعالم - وللنشطاء السعوديين في مجال حقوق الإنسان - بأن السعودية لا ينبغي خداعها.
في مقابلة مع برنامج في هيئة الإذاعة الكندية قام إياد البغدادي رئيس مركز الكواكبي للتحول الديمقراطي (منظمة غير حكومية) بالتنبؤ بهذا المستقبل للعلاقة بين البلدين. «لدى محمد بن سلمان نزعة لبدء أعمال كبيرة ينتهي بها المطاف في مستنقعات وأعتقد أن هذا سيستمر لسوء الحظ لفترة من الوقت».
في لقاء لعادل الجبير بمجلس العلاقات الخارجية الأمريكي، قال: «الأمر مشين للغاية من وجهة نظرنا بأن دولة ستجلس هناك وتعطينا محاضرة وتقدم طلبات ’نحن نطالب بالإطلاق الفوري‘! حقا!! حسنا نحن نطالب بالاستقلال الفوري لكوبيك! نحن نطالب فورا بمنح حقوق مساوية للكنديين من أصول هندية، ماذا تتحدثون عنه؟ يمكنكم انتقادنا حول حقوق الإنسان ويمكنكم انتقادنا حول حقوق المرأة، أمريكا تفعل ذلك البرلمان البريطاني يفعل ذلك والدول الأوروبية أيضا، هذا حقكم، نعم يمكننا الجلوس والتحدث حول ذلك، ولكن نطالب بإطلاق السراح الفوري! ماذا نحن؟ جمهورية موز؟»

### ردة فعل كندا
ردت وزيرة الخارجية فريلاند على طرد السفير هوراك في مؤتمر صحفي في 6 أغسطس: «كندا ستدافع دائما عن حقوق الإنسان في كندا وحول العالم وحقوق المرأة هي حقوق الإنسان».
وفي 8 أغسطس صرح رئيس الوزراء جاستن ترودو للصحفيين أنه رفض الاعتذار عن مشاركة بلاده في تعزيز حقوق الإنسان قائلاً أن "الكنديين كانوا يتوقعون دوما من حكومتنا أن تتحدث بقوة وحزم وبأدب عن ضرورة احترام حقوق الإنسان في جميع أنحاء العالم. وأن كندا سوف تستمر في التحدث بقوة وحزم وأدب حول هذه المسألة. سنستمر في الدفاع عن القيم الكندية وحقوق الإنسان. إنه أمر سأفعله دائما".
وفي تعليق آخر حول «الاختلاف الدبلوماسي في الرأي» قال ترودو أن بلاده ستواصل العلاقة مع السعودية. «لدينا احترام لأهميتها في العالم ونقر بأنهم قد أحرزوا تقدما في عدد من القضايا الهامة».

## التأثير
كان هناك بعض التساؤلات حول كيفية تأثير البيع السعودي على الاقتصاد الكندي. (منذ العام وحتى الآن كانت كندا قد صدّرت 1.4 مليار دولار كندي في شكل سلع إلى المملكة العربية السعودية حسب الإحصاءات الكندية). توقع خبير الشرق الأوسط ريكس بريمن من جامعة مكغيل أن الآثار الاقتصادية السلبية على المدى القصير كانت ممكنة لكن هذه الإستراتيجية «ستؤذي الشركات المملوكة للسعوديين». لكن مزارعي الحبوب الكنديين كانوا قلقين. قال رئيس شركة الحبوب الكندية أن تجارة الشعير خاصة ستتأثر لأن المملكة العربية السعودية تمثل سبعة في المائة من الصادرات السنوية. كانت مبيعات القمح أكثر تواضعاً. وقال محلل في شركة «ليفت فيلد برودينت ريسيرش» في مقابلة مع رويترز أنه «سيكون هناك الكثير من الفرص أمام كندا لبيع الشعير والقمح في أماكن أخرى». أصبحت الإمدادات العالمية من الحبوب أكثر تشددًا بسبب المشكلات المتعلقة بالطقس في روسيا وأوروبا وأستراليا. مجلس القمح الكندي السابق الآن G3 مملوك جزئيا لشركة ساليك الزراعية السعودية.
انخفضت قيمة الدولار الكندي بشكل طفيف ولكن في 8 أغسطس وصلت إلى أعلى مستوى لها في أكثر من سبعة أسابيع بفضل البيانات التي تشير إلى النمو الاقتصادي وارتفاع الصادرات القياسية في الأشهر الأخيرة. يجب أن يكون التأثير الكلي لعمليات البيع السعودية على العملة الكندية «سريع الزوال» وفقًا لبيبان راي المدير التنفيذي ورئيس إستراتيجية العملات الأجنبية في أمريكا الشمالية في البنك الكندي الإمبراطوري للتجارة.

## ردود الأفعال
في اليوم التالي لتخفيض المملكة العربية السعودية للعلاقات أعربت حكومة هادي في اليمن والإمارات العربية المتحدة والبحرين عن دعمهم للمملكة العربية السعودية.
أدان الأمين العام لمجلس وزراء الداخلية العرب والأمين العام لمجلس التعاون لدول الخليج العربية عبد اللطيف بن راشد الزياني في بيان أعرب فيه عن رد فعل مجلس التعاون أي تدخل في سيادة السعودية. ومع ذلك نأت قطر عضو مجلس التعاون بنفسها عن تصريحات الزياني وذكرت أن تعليقاته «لا تعكس رأيه» مع الإشارة إلى أنه يحافظ على علاقات ودية مع كندا.
أصدرت عضوة البرلمان الأوروبي مارييتيا شاكي بيانا تضامنا مع كندا وحصلت على دعم العديد من السياسيين الأوروبيين الآخرين.
أشارت عدة دول إلى دعم الإجراءات التي اتخذتها المملكة العربية السعودية في 7 أغسطس بما في ذلك السلطة الفلسطينية والأردن وجيبوتي وموريتانيا والسودان. في 8 أغسطس أعلنت ثلاث دول أخرى تضامنها مع الموقف السعودي: مصر وجزر القمر ولبنان. كانت روسيا داعمة للمملكة العربية السعودية حيث انتقدت ماريا زاخاروفا من وزارة الخارجية الروسية كندا بسبب «تسييس حقوق الإنسان». كما تم التعبير عن الدعم الرسمي للموقف السعودي من قبل مصر. وبخت سلطنة عمان والكويت كندا على ما اعتبرتهما تدخلا ولكنها نقلت أيضاً رغباتهما في الإسراع في حل النزاع. أعلنت الولايات المتحدة أنها لن تتورط في النزاع.
حثت وزارة خارجية المملكة المتحدة على ضبط النفس من كلا طرفي النزاع وقالت أنها أثارت مخاوفها بشأن اعتقال المدافعين عن حقوق الإنسان في الآونة الأخيرة من قبل الحكومة السعودية بينما تضمن بيان الإمارات «رفضًا مطلقًا» لأي تدخل في الشؤون الداخلية العربية. على الرغم من أن وزارة الخارجية الأمريكية ذكرت أن الطرفين بحاجة إلى حل خلافهما بدون مساعدة فقد زعم تقرير نشرته مجلة أريبيان بزنس أن الرئيس دونالد ترامب «يحاول بشكل خاص إقناع السعودية بالرد على الأعمال العدائية مع كندا». استشهد مقال بلومبيرغ في 10 أغسطس «مسؤول أمريكي كبير» لم يذكر اسمه بأنه يذكر أن أشخاصًا غير محددين (من المفترض داخل الحكومة) كانوا يحاولون السيطرة على الضرر من وراء الكواليس.

## الوساطة
قالت مصادر لرويترز في 6 أغسطس أن كندا تسعى للحصول على مساعدة من حلفائها بريطانيا العظمى والإمارات العربية المتحدة لنزع فتيل النزاع الدبلوماسي. وذكرت مصادر لوكالة فرانس برس وفرانس 24 عن مسؤولة بارزة في الحكومة الكندية، طلبت عدم الكشف عن هويتها بسبب الحساسية الدبلوماسية، إن وزيرة الخارجية الكندية كريستيان فريلاند، تحدثت مع نظرائها في ألمانيا والسويد من أجل التوسط في الأزمة.
صرح عادل الجبير في مؤتمر صحفي عقده بمقر وزارة الخارجية في الرياض بأن الأزمة لا تحتاج إلى وساطة، وأن كندا بدأت الأزمة وعليها أن تعتذر وتعترف بالخطأ. ولم يستبعد الجبير اتخاذ مزيد من الإجراءات تجاه كنداً.

## عودة العلاقات
في 24 مايو 2023 م أعلنت وزارة الخارجية السعودية أنه في ضوء ما تم بحثه بين الأمير محمد بن سلمان بن عبدالعزيز آل سعود ولي العهد ورئيس وزراء كندا جاستن ترودو، على هامش قمة منتدى التعاون الاقتصادي لدول آسيا والمحيط الهادئ (APEC) في بانكوك بتاريخ 18 نوفمبر 2022م، ورغبة من الجانبين في عودة العلاقات الدبلوماسية بين البلدين على أساس الاحترام المتبادل والمصالح المشتركة، فقد تقرر إعادة مستوى العلاقات الدبلوماسية مع كندا إلى وضعها السابق.